# Векторний процесор

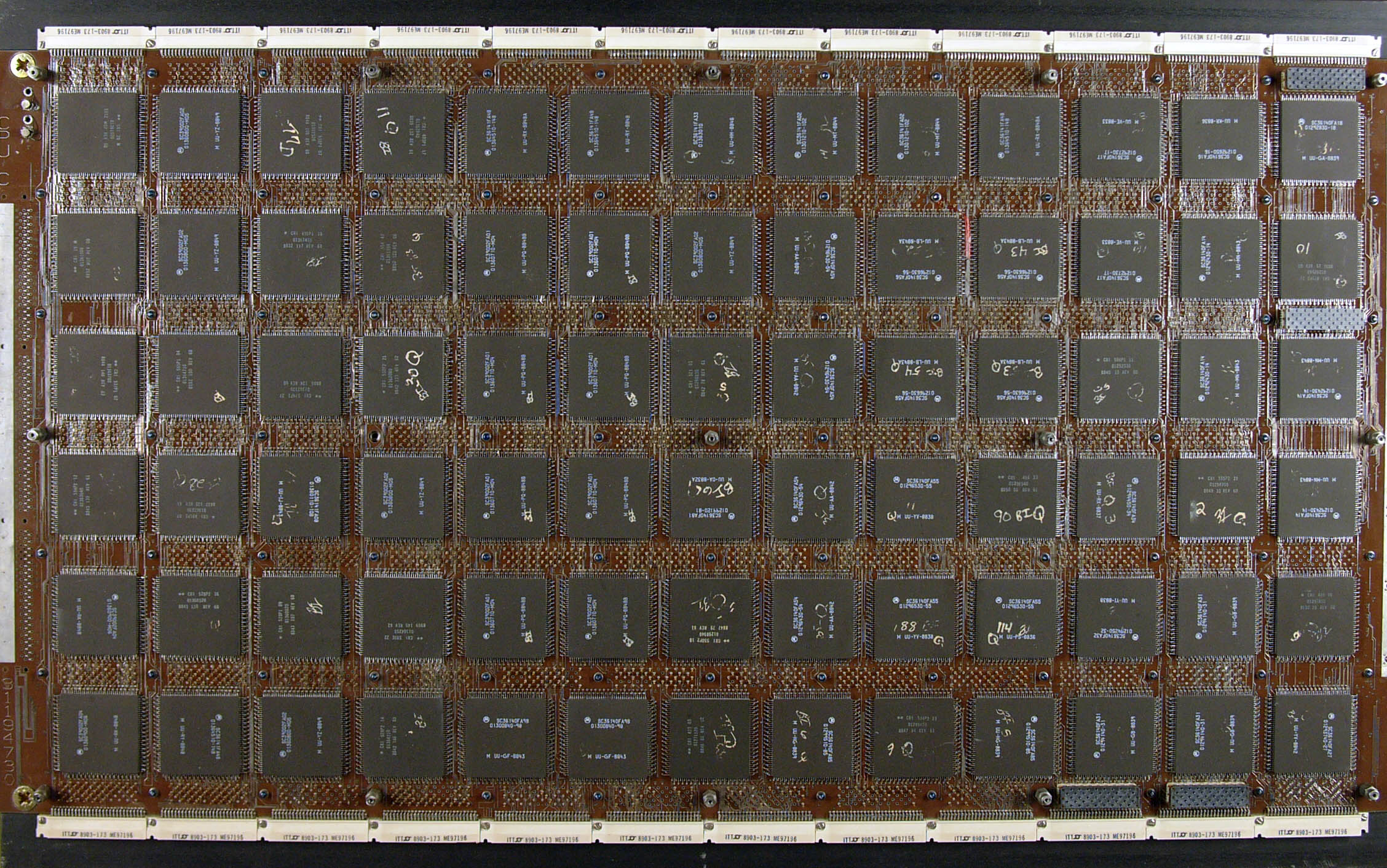
Процесорна плата векторного комп'ютера Cray YMP

Векторний процесор — процесор, в якому операндами деяких команд можуть слугувати впорядковані масиви даних — вектори. Відрізняється від скалярних процесорів, які можуть працювати лише з одним оператором в одиницю часу. Абсолютна більшість процесорів є скалярними або близькими до них. Векторні процесори були розповсюджені в галузі наукових обчислень, де вони були основою більшості суперкомп'ютерів починаючи з 1980-х і до 1990-х. Але різке збільшення продуктивності і активна розробка нових процесорів призвели до того, що векторні процесори були витіснені зі сфери повсякденних процесорів.
В сучасних комп'ютерах як векторні співпроцесори можна розглядати:
- векторні розширення (3DNow!, SSE, AVX, ARM NEON) в сучасних центральних процесорах загального призначення.
- Обчислювальні блоки відеокарти
- Тензорні прискорювачі та прискорювачі ШІ

## Ілюстрація роботи
Для ілюстрації відмінностей в роботі векторного і скалярного процесора, розглянемо приклад додавання 10 чисел. При «звичайному» програмуванні використовується цикл, що бере пари чисел послідовно, і додає їх.
```
повторити цикл 10 разів
  прочитати наступну інструкцію та декодувати
  отримати перший доданок
  отримати другий доданок
  скласти
  зберегти результат
кінець циклу
```

Для векторного процесора алгоритм буде значно відрізнятися:
```
отримати наступну інструкцію і декодувати 
отримати 10 перших доданків
отримати 10 других доданків
додати
зберегти результат
```

Реалізація фірми Cray розширила можливості обчислень, що дозволило виконувати декілька різних операцій одразу. Наприклад, розглянемо код, що додає 2 набори чисел і помножує на третій, у Cray ці операції здійснились би так:
```
отримати наступну інструкцію і декодувати 
отримати 10 чисел
отримати 10 чисел
отримати 10 чисел
додати і помножити їх
зберегти результат
```

Таким чином, математичні операції виконуються значно швидше, основним фактором, що обмежує стає час необхідний для добуття даних з пам'яті.